# Одвош
Одвош (рум. Odvoș) — село  в Румунії, в повіті Арад. Входить до складу комуни Коноп.
Село розташоване на відстані 383 км на північний захід від Бухареста, 39 км на схід від Арада, 59 км на північний схід від Тімішоари.

## Населення
За даними перепису населення 2002 року у селі проживали 500 осіб, з них 488 осіб (97,6%) румунів. Рідною мовою 488 осіб (97,6%) назвали румунську.